# Edgeworth David

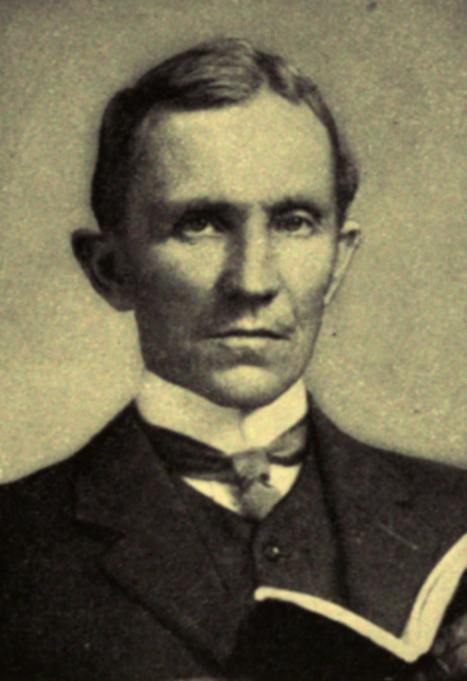
Edgeworth David (1922)

Edgeworth David, voluit Sir Tannatt William Edgeworth David (Cardiff, 28 januari 1858 - Sydney, 28 augustus 1934) was een Welsh-Australisch poolonderzoeker, geoloog en militair.

## Biografie

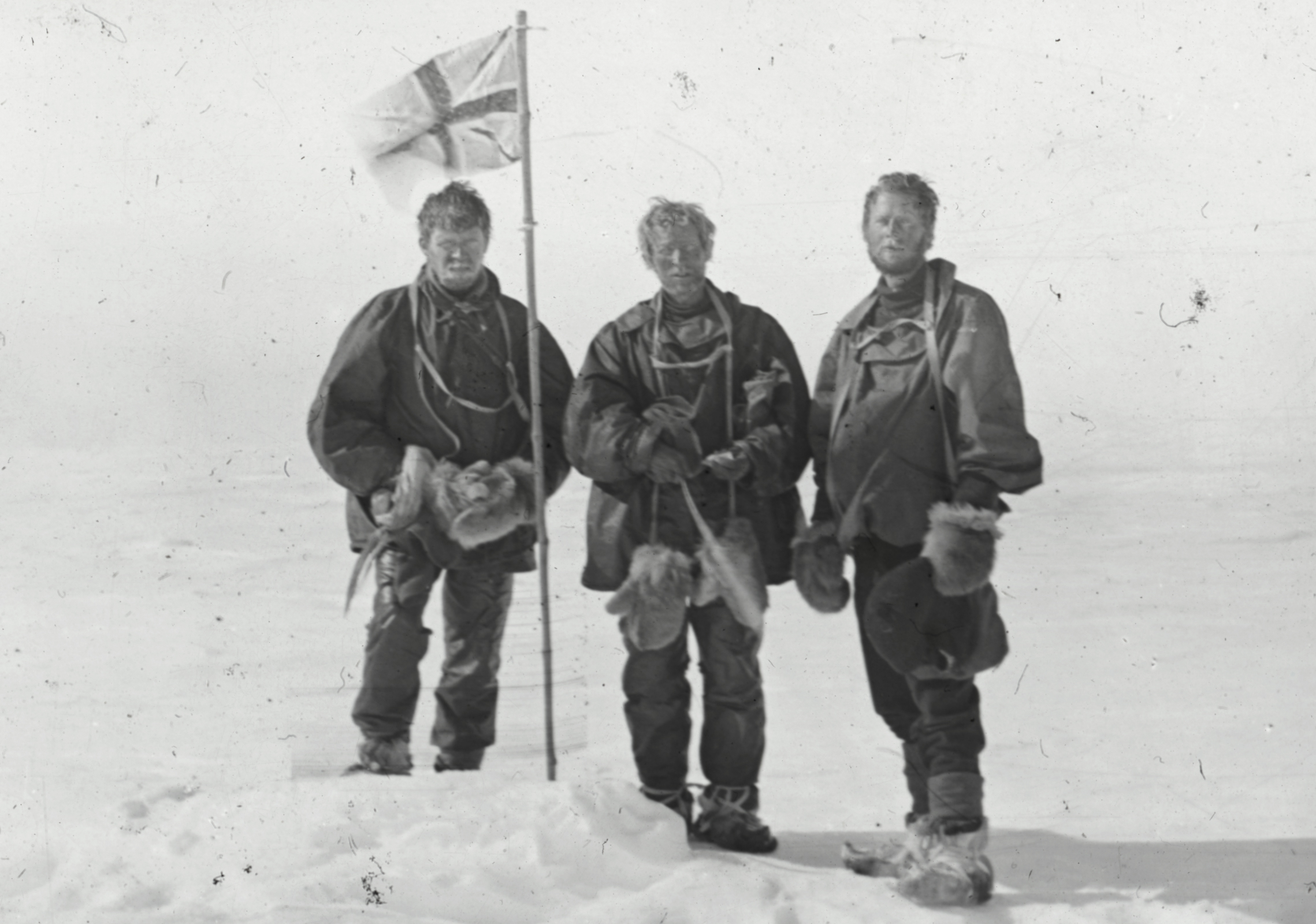
Mackay, David en Mawson op de magnetische zuidpool (1909)

David studeerde kunst aan de Universiteit van Oxford, waar hij onder meer les kreeg van John Ruskin. Na zijn afstuderen in 1880 spendeerde hij twee jaar aan het bestuderen van de geologie van Wales. In 1882 kreeg hij een job aangeboden in Australië als geoloog. Tussen 1891 en 1924 was hij professor geologie aan de Universiteit van Sydney. In 1896 deed hij onderzoek bij het atol van Funafuti. 
In 1907 werd hij door poolreiziger Ernest Shackleton uitgenodigd om deel te nemen aan de Nimrod-expeditie op Antarctica. In 1908 leidde hij de eerste beklimming van de Mount Erebus. Op 15 januari 1909 bereikte hij samen met Douglas Mawson en Alistair Mackay als eerste personen ooit de magnetische zuidpool. Op de terugweg naar de Nimrod werd David ernstig ziek. Hij werd verzorgd door Mackay, die arts was. 
Tijdens de Eerste Wereldoorlog was David lid van het Australian Mining Corps. Hij vocht onder meer bij de Tweede Slag om Mesen. Bij het einde van de Eerste Wereldoorlog had hij de rang van luitenant-kolonel. Hij werd ook onderscheiden in de Orde van Voorname Dienst.  
David overleed in 1934 op 78-jarige leeftijd. Hij kreeg een staatsbegrafenis in Australië.
- Australian Dictionary of Biography: david-sir-tannatt-william-edgeworth-5894
- Bibsys: 4045701
- Gemeinsame Normdatei: 117622788
- International Standard Name Identifier: 0000 0000 8247 2095
- Library of Congress Control Number: n90642907
- Nationale Bibliotheek van Tsjechië: mub20231176756
- Nationale bibliotheek van Australië: 36553548
- Nationale Bibliotheek van Israël: 987007281076305171
- Nederlandse Thesaurus van Auteursnamen: 071076395
- SNAC: w6445th0
- Système universitaire de documentation: 131362895
- Trove: 1288849
- Virtual International Authority File: 62331322
- WorldCat: E39PBJxCv7QHTthXHdhpkGC84q